# ديفيد كوين (رسام بريطاني)
ديفيد كوين (بالإنجليزية: David Quinn)‏ هو موضح علمي ‏ ورسام بريطاني، ولد في 1959.